# Rabâb
Pour les articles homonymes, voir Rabab (prénom).
 (juillet 2013).
Le terme rabâb ou rubāb, roubab, robâb, rebâb, rbab, rubob et rawap (Arabe: ربابة, rabāba) désigne deux grandes familles d'instruments à cordes que l'on retrouve au Moyen-Orient, en Afrique du Nord, dans la Corne de l'Afrique, en Asie de l'Ouest, en Asie centrale et en Asie du Sud-Est. 
Elles seraient originaires de Perse ou d'Égypte antique. Aujourd'hui, ce type d'instruments est surtout répandu dans les pays de culture ancienne islamique.
Le terme est attesté dès le Xe siècle chez le musicologue Farabi.
Sa table d'harmonie est une peau.
On distingue les vièles, instruments à cordes frottées d'une part, et les luths, instruments à cordes pincées, d'autre part. Tous ces instruments se sont répandus dans le monde musulman et ailleurs, du Maghreb à l'Indonésie, mais curieusement, les deux familles semblent exclusives l'une de l'autre, sauf en Iran.

## Dénominations et étymologie
Rabāb est le nom générique des violons à archet dans le monde arabe.
Le terme rabāb ne désigne pas seulement un luth ou une vièle, mais aussi une lyre.
Dick (2001 : 696) écrit : « L'étymologie et l'origine du terme "rabāb" pour désigner les cordophones ne sont pas connues avec certitude ».
D'après l'égyptologue égyptien Moustafa Gadalla, le mot rabâb est un mot issu de l'égyptien ancien signifiant « âme sœur » (ba-ba) du créateur (Râ), l'âme sœur (baba) étant représentée par deux cordes,. L'instrument est effectivement appelé rabâba (ra-ba-ba) en langue arabe.
Les joueurs de rabab sont appelés rababistes,.

## Famille d'instruments
La famille des vièles rabâb est rustique et ancienne. Il en existe de deux types : 
- grand, à manche long et fin, sans frette, à trois ou quatre cordes, à pique, plutôt utilisé dans la musique classique sud-asiatique ou la musique folklorique moyen-orientale. Il s'apparente alors au kamânche.
- petit, à manche court et large, sans frette, monocorde ou bicorde, utilisé dans la musique folklorique et savante (la musique arabo-andalouse) nord-africaine. Il s'apparente alors à la lyra.

On peut aussi les classer par ces deux types : vièles monocordes à pointe, instrument des musiciens itinérants, et vièles bicordes, instruments d'ensemble ou accompagnant l'épopée, comme le rbeb marocain à deux cordes et le joze irakien à cordes.

## Histoire et spécificités régionales
Sur les fresques égyptiennes de l'Égypte antique l'on peut voir un instrument s'apparentant au rabâb. 
Dick (2001 : 696) avance que le rabâb est rapporté pour la première fois dans les textes arabes du début du Moyen Âge (9e-10e siècles) d'Al-Jāhiz, Ibn Khurdadhbih et Al-Fārābī. Al-Jāhiz se contente de le nommer ; Ibn Khurdadh bih affirme qu'il est similaire à la lūrā (lyra) des Byzantins ; et Al-Fārābī, dans ce qui semble être la première référence aux chordophones à archet (comme l'a noté H.G. Farmer), déclare qu'il est joué "par des cordes tirées sur d'autres cordes " (voir aussi Kubica 1983 : 140-141).
Selon certains chercheurs le rabâb aurait été répandu, entre autres, par les routes commerciales islamiques et serait l'instrument à cordes le plus ancien du monde islamique.
Il se retrouve aujourd'hui au Maghreb, en Afrique du Nord, dans les pays arabes du Proche-Orient, dans certaines parties de l'Europe (où il est aussi appelé rebec, voir Remnant 2001 : 898-902), en Turquie, en Iran, en Irak, dans les régions d'Asie centrale, du sud et du sud-est.

### Origine
L'origine de l'instrument est moyen-orientale mais incertaine. Il pourrait être originaire d'Égypte antique, de Mésopotamie ou de Perse. 

### Rabâb dans le monde arabe et turc
Le violon à pointe le plus ancien et le plus connu est le monocorde bédouin appelé rabāba, qui a une fine cadre en bois, rectangulaire ou cintré, recouvert de peau cousue sur un ou plusieurs côtés. 

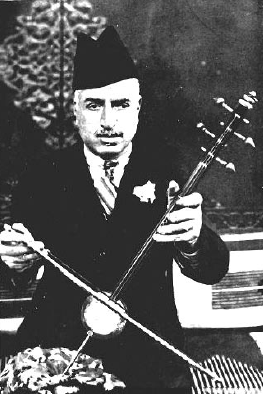
Joueur irakien de jawza

Le rebab était très utilisé, et continue de l'être, dans la musique bédouine et est mentionné par Johann Ludwig Burckhardt dans son travelogue Travels in Arabia :
"Parmi les instruments, ils ne possèdent que le rababa, (une sorte de guitare), le ney, (une espèce de clarinette) et le tambour, ou tambourin."
Il est appelé joza ou jawza en Irak, d'après le matériau de la caisse de résonance, qui est une coquille de noix de coco. Il existe également un instrument à archet dans la musique persane, appelé Kamanche, dont la forme et la structure sont similaires. Il s'est répandu dans différentes régions, y compris en Asie du Sud-Est, par le biais des routes commerciales islamiques.
Pour un chanteur et musicien de rabab connu voir Hassaan Al-Gazaar Chenani, instrumentiste arabophone de rababa  d'Iran.
Lutherie :

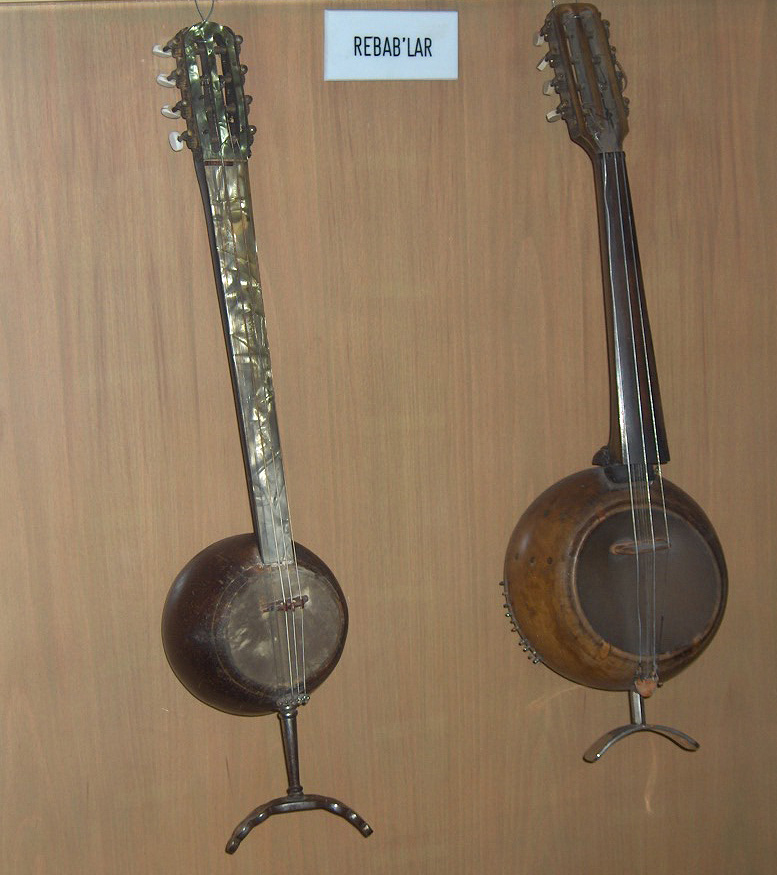
Rabâb arabo-turc

L'instrument est tout petit et léger. Le corps n'est souvent qu'un simple bâton, qui traverse un résonateur en bois (carré ou convexe ou rond) ou en noix de coco, recouvert de peau, et qui repose sur une pique, comme un violoncelle.
Les 2, 3, ou 4 cordes sont en boyaux épais. L'archet est rustique aussi et toujours tendu par pression de la main pendant le jeu.
 Jeu :
L'instrument est posé soit à terre, soit sur le genou du musicien qui est assis par terre. C'est l'instrument qui tourne sur lui-même qui met en contact les cordes avec l'archet tenu parfaitement perpendiculairement. Ce dernier est soutenu par en bas, paume visible.
Une corde (souvent actionnée par un doigt) sert de bourdon alors que les autres développent la mélodie avec l'archet.

### Rabâb maghrébin
Aussi transcrit rbab, rebeb ou rbeb au Maghreb, le rabâb maghrébin est un instrument à 2 cordes est un instrument sophistiqué. Il peut être joué seul ou au sein d'un ensemble ou d'un orchestre. On le pose sur le genou pour le jouer.
Il s'agit d'un luth à manche court à deux cordes joué principalement par archet. Il est également appelé rabâb mauresque, rabâb andalou. Probablement à partir de la version ancienne de cet instrument s'est développé le rebec à la fin du Moyen Âge.
Le rebab a été l'instrument principal des orchestres arabes d'Algérie, du Maroc et de Tunisie, orchestres qui ont une grande analogie avec ceux de l'Égypte.
Pendant le jeu, la tête de l'instrument est sur l'épaule gauche du musicien, la partie inférieure repose sur le genou droit, ou se tient verticalement entre les deux jambes du musicien. Les deux cordes de boyau sont accordées à la quinte.
Il existe différentes variantes en fonction des pays et des régions : rabab marocain, rabab algérien, rabab tunisien...
« Au Maroc, le joueur saisit le manche avec le pouce et l'index de la main gauche au niveau du sillet. En Algérie et en Tunisie, où l'instrument est plus grand, le pouce repose sur le dos et l'index tire latéralement sur la corde la plus aiguë, un peu à la manière du sitār indien (technique que l'on ne retrouve pas ailleurs dans le monde arabe). En raison de la taille de la caisse de résonance, qui s'élargit à partir du sillet (moins étroite au Maroc qu'en Algérie), l'interprète joue généralement en première position ; les déplacements sont rares. Le rebab est tenu en travers du Le rebab est tenu en travers du corps de l'instrumentiste, la caisse de résonance contre l'épaule gauche et le cordier sur le genou droit. En Tunisie, il est tenu presque verticalement, fermement coincé entre les jambes du musicien. Il est utilisé pour Il est utilisé pour accompagner la voix et possède un timbre étrange, riche en partiels supérieurs, produisant une sorte de bourdonnement nostalgique » (Dick et al 2001 : 699).
Dans la musique arabo-andalouse marocaine, il était fréquent de voir le chef d'orchestre être un joueur de rebab, notamment chez les orchestres de Fès. Ainsi, Al Brihi puis Abdelkrim Rais furent tout d'eux d'éminents rebabistes, leur instrument leur permettant de guider leurs musiciens. Le successeur de Rais, Briouel, rompt avec cette tradition en jouant du violon tout en étant chef de l'orchestre principal de Fès.

#### Rabâb berbère (rabâb amazigh)
Chez les Soussis (Berbères chleuhs du Souss au Sud-Ouest du Maroc), le ribab soussi ou amzad soussi (en arabe : ribab, rbab, ribab susi ou rbab susi, en berbère : amzad ou amzad asusi) est l'instrument principal de la musique berbère soussie traditionnelle et moderne.
Chez les Touaregs nomades du Sahara, l'imzad, aussi appelé amzad, inzad, ou anzad est une vièle monocorde traditionnelle du même genre. On le retrouve dans l'aire géographique du monde touareg (Libye, Sud de l'Algérie, Azawad au nord du Mali et Azawagh au Niger).
Alors que dans le monde arabe le rabâb est un instrument exclusivement masculin, dans le Souss il est joué des hommes et des femmes. Dans le monde touareg en revanche, qui a hérité d'un système au fort ancrage matriarcal il est un instrument exclusivement féminin'.

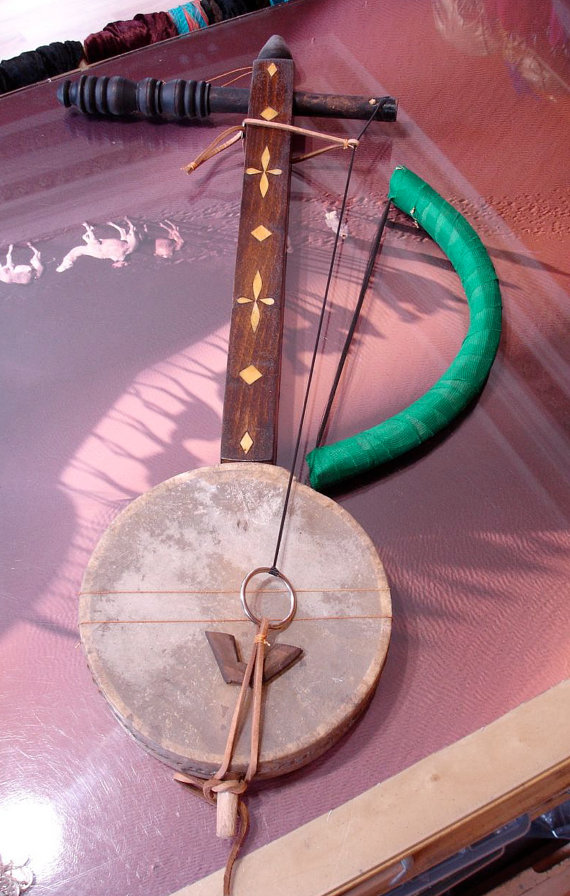
Ribab chleuh soussi
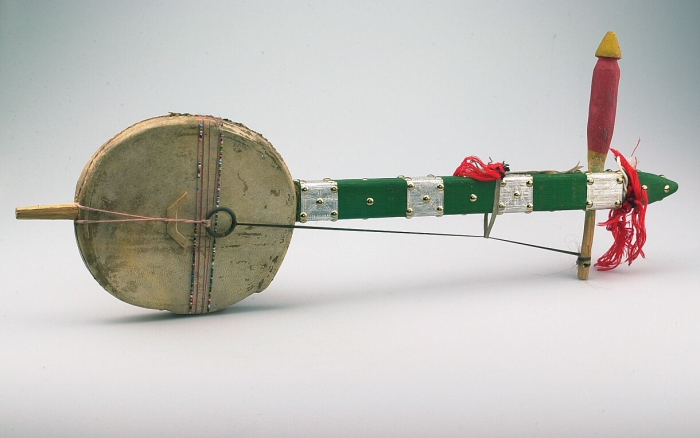
Ribab amarg chleuh du Souss
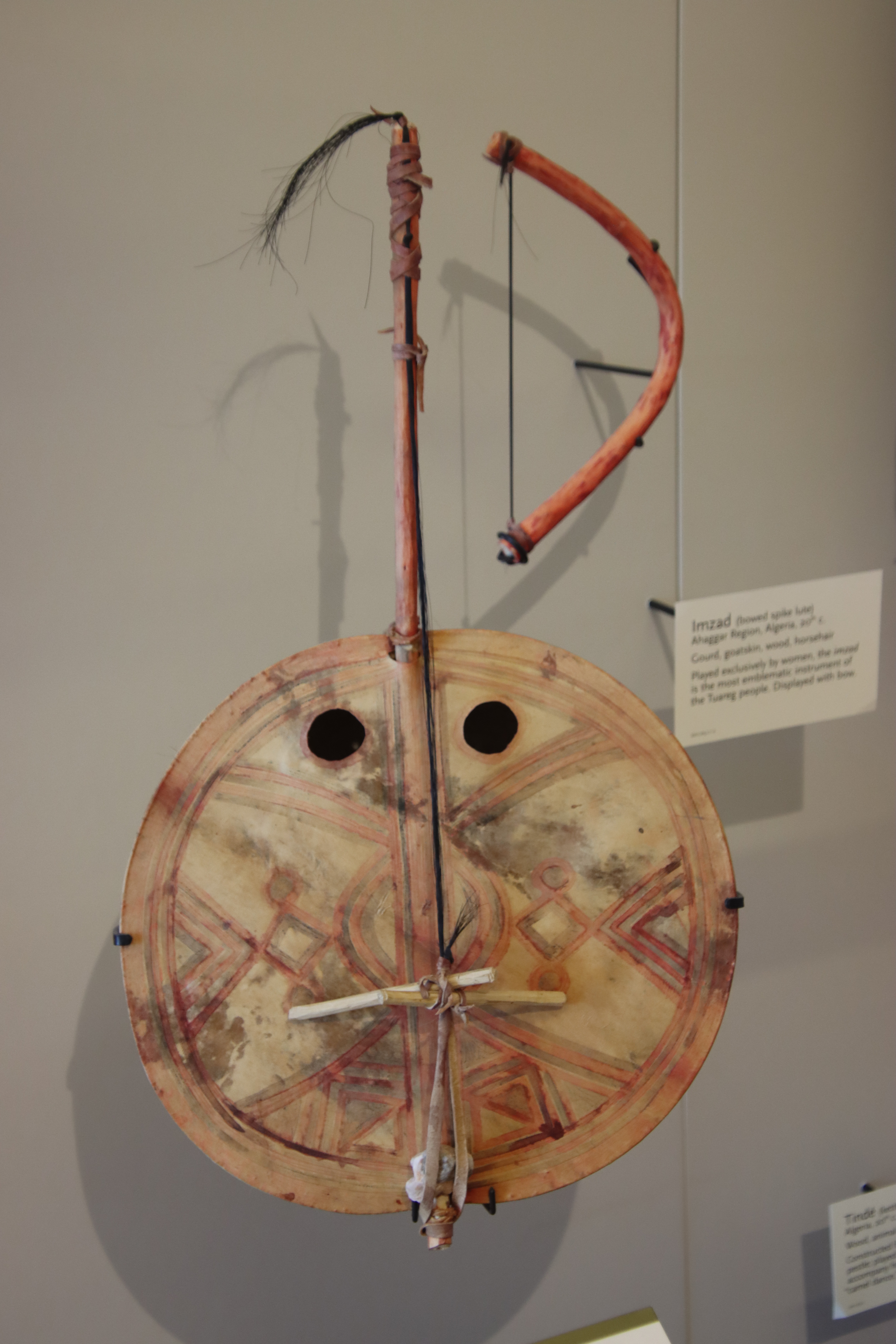
Imzad du Hoggar, Algérie du Sud-Est
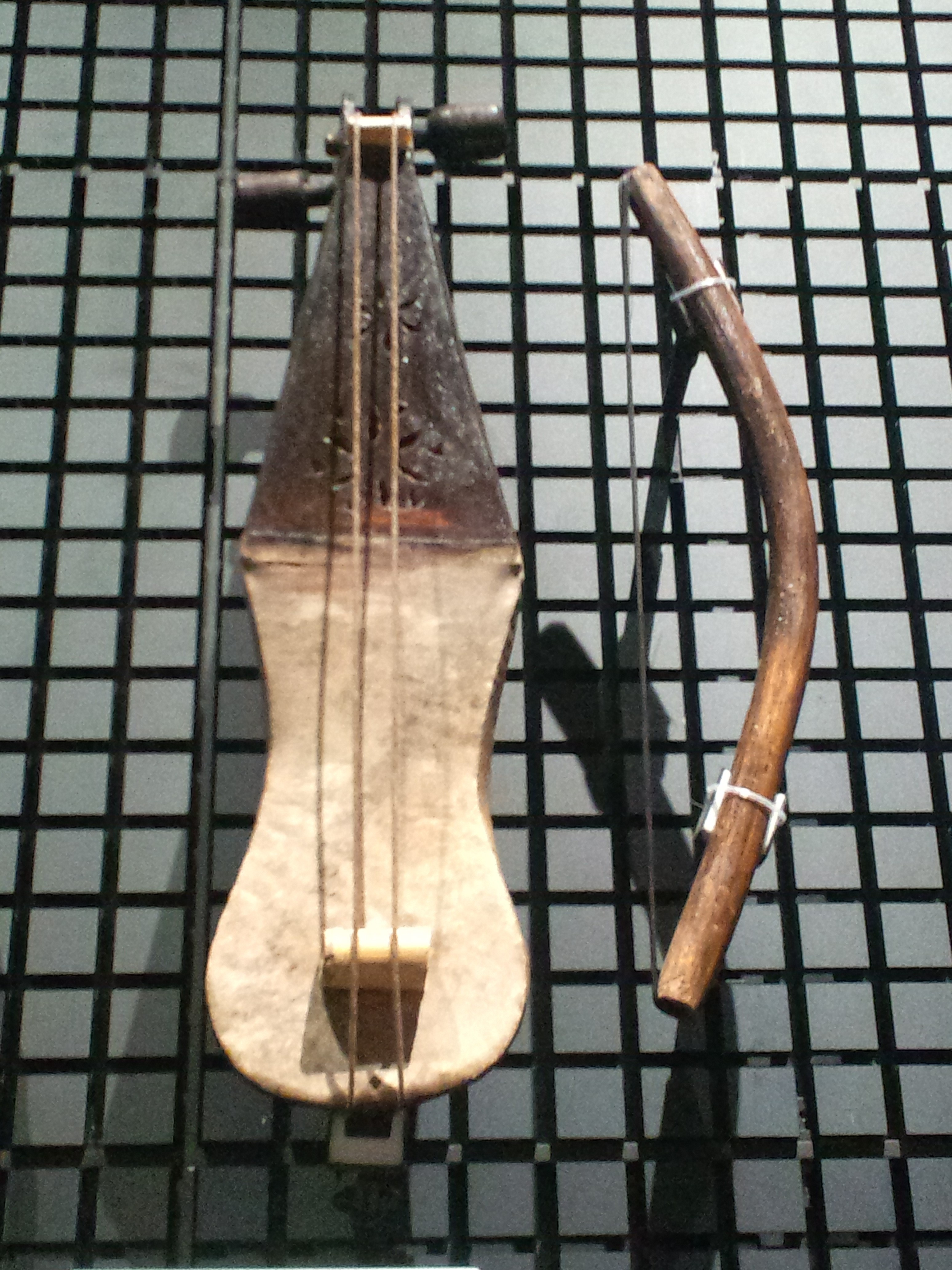
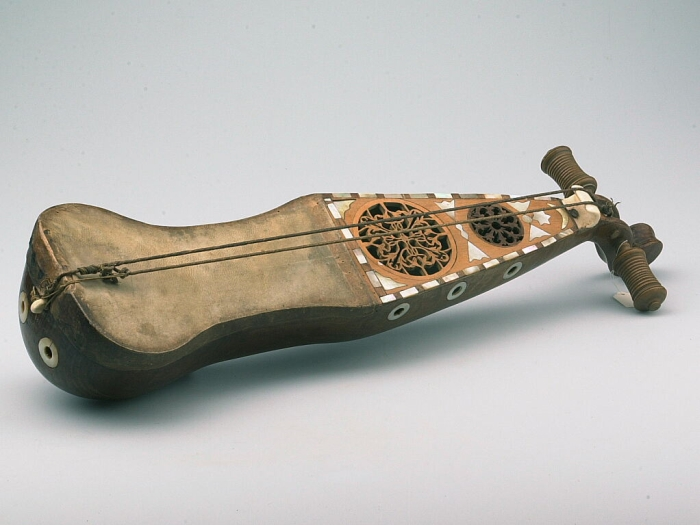
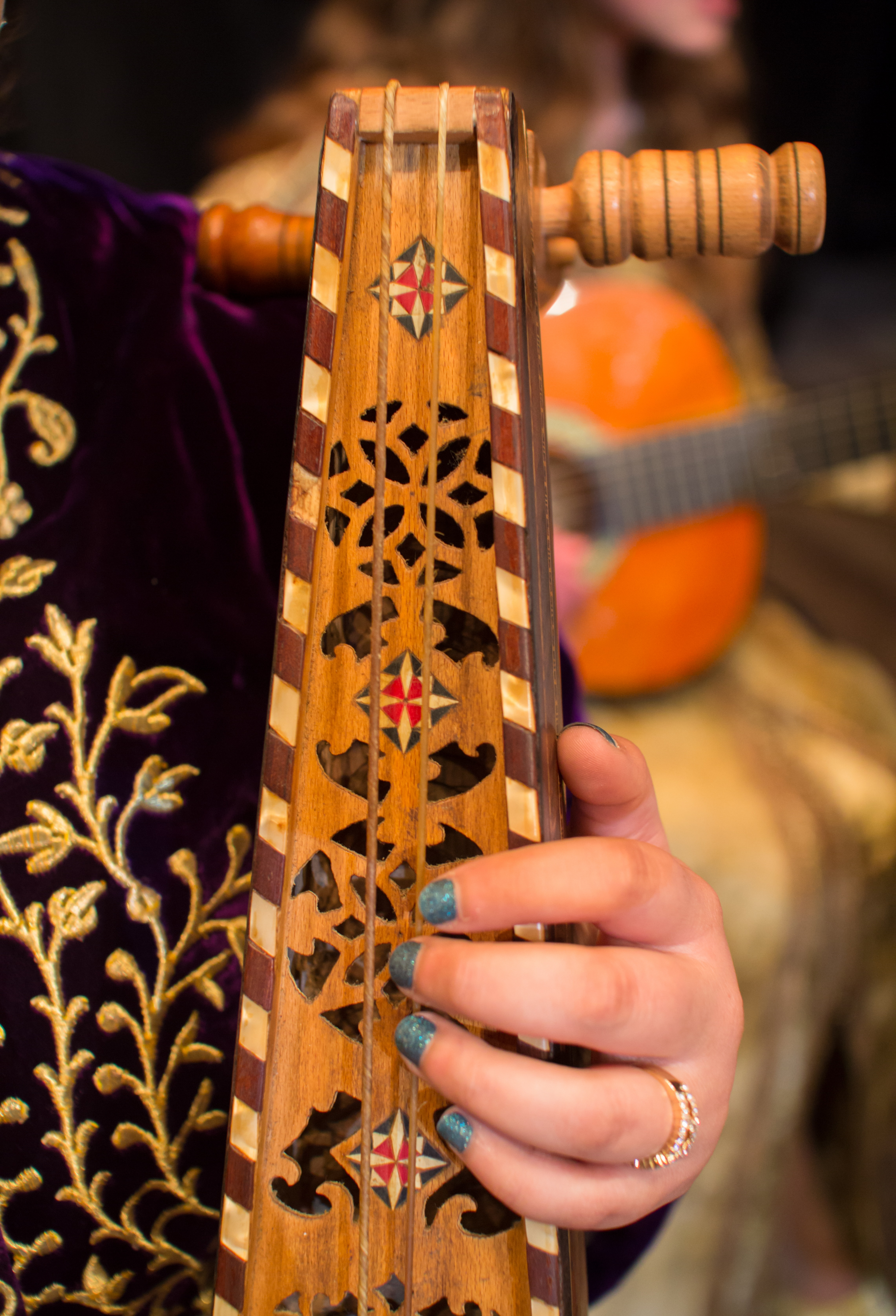
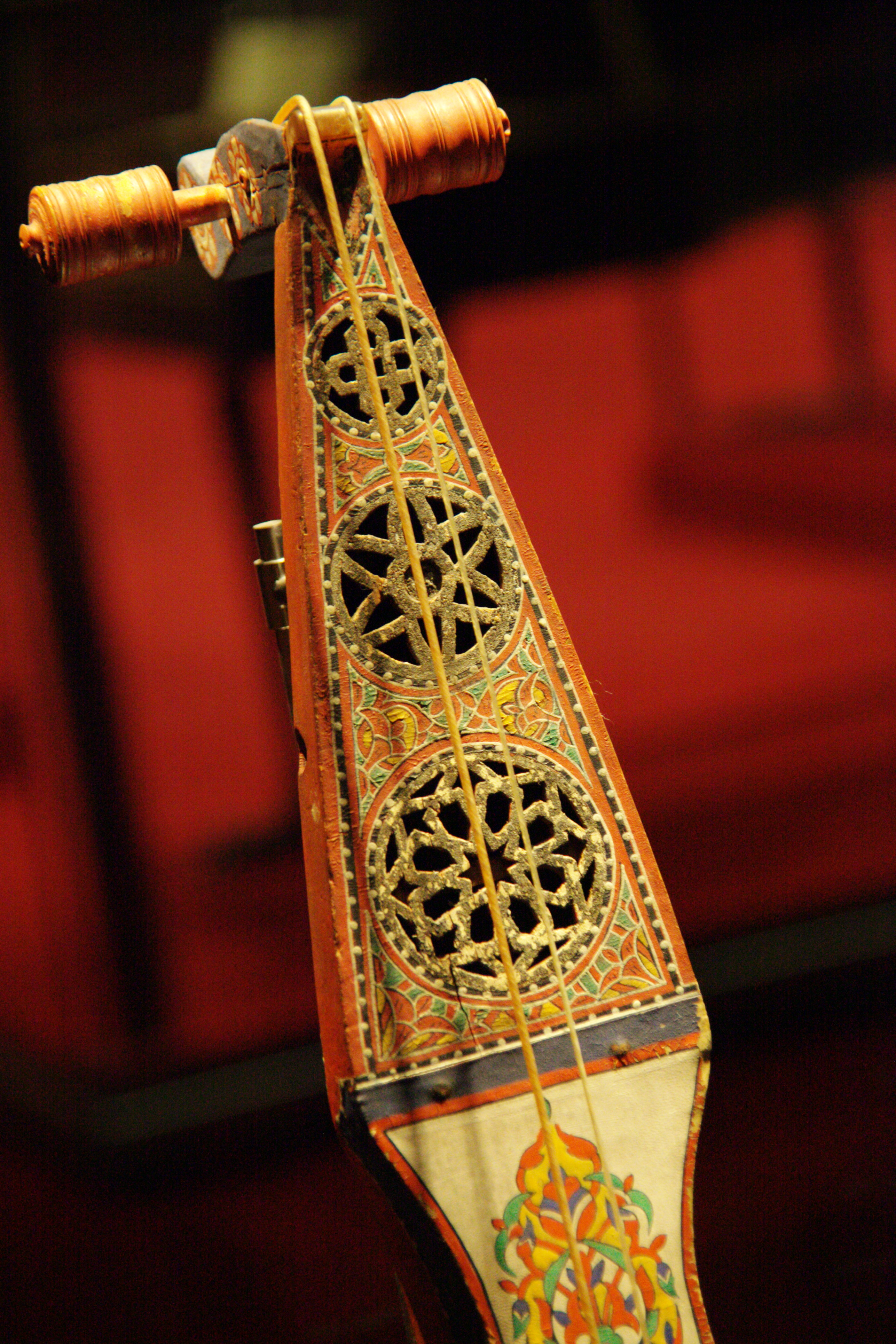

### Rebab malais et indonésien

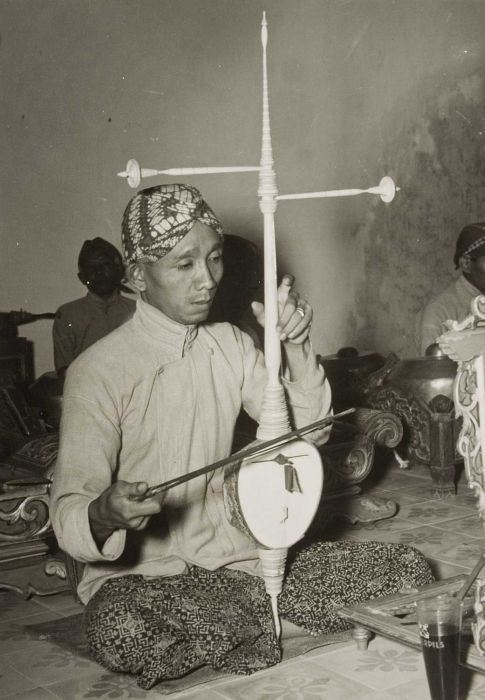
Rebab indonésien

On trouve le rebab dans le gamelan et également en accompagnement vocal dans la musique de l'ouest de Sumatra.
Dans le gamelan javanais ou balinais le rebab ornemente la mélodie principale. Il est composé de cordes, une corde en bois, traditionnellement faite à partir de noix de coco (pratique quasiment disparue aujourd'hui) et couvert d'une fine peau. Les deux cordes sont accordées à une quinte. L'archet fait de crin de cheval est tendu de manière lâche.
Dans la région de Sumatra Occidental, il existe trois types de rebab (rabab dans le dialecte Minang Kabau) :
- rabab darek (darat en indonésien, c'est-à-dire terre) 60-70 cm de haut, deux cordes accordées à la quinte, corps en bois. Se trouve dans le darek c'est-à-dire les terres intérieures de l'ouest de Sumatra
- rabab Pariaman (Pariaman est une ville de Sumatra), 40 cm de haut, trois cordes accordées à la quarte.
- rabab pasisia (pesisir en indonésien, c'est-à-dire la côte), 60 cm de haut, quatre cordes : les trois premières accordées à la quinte la dernière n'est pas accordée.

Il accompagne traditionnellement la voix lors de longue narration (kaba). Il fut ensuite adapté au style de musique populaire tels que le dangdut et plus tard le triping.

### Rabel
Le rabel ou ravel est instrument cordophone populaire espagnol hérité du rabâb de par l'influence maure de la période d'Al-Andalus.

### Masenqo
Le masenqo est un instrument à cordes frottées de genre vièle que l'on trouve dans le monde couchitique dans la Corne de l'Afrique, en Éthiopie et en Érythrée. C'est un instrument cordophone doté d'une seule corde qui se joue avec un archet.

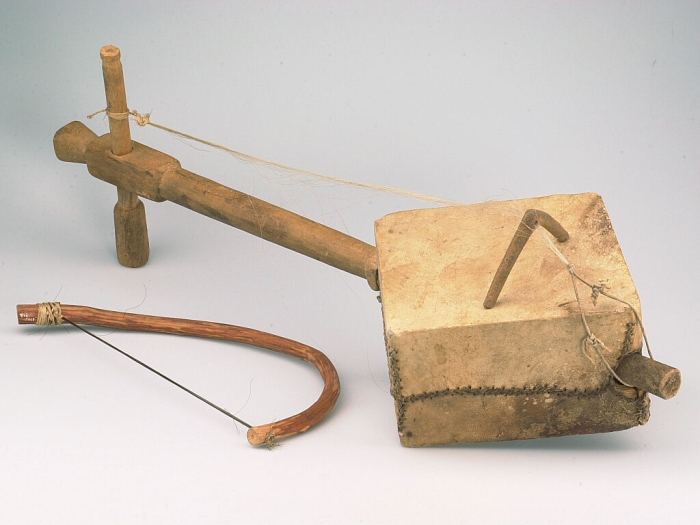
Masenqo

## Luths
La famille des luths rabâb est aussi rustique, mais sans doute moins ancienne et dérivée en partie de celle des vielles. Il en existe trois types distincts :
- à long manche et large caisse de résonance, répandu dans l'ancien empire moghol (de l'Iran à l'Inde).
- à manche court et double caisse de résonance, répandu en Afghanistan.
- à manche long et fin et petite caisse de résonance, répandu en Asie centrale.

### Kabuli rabâb

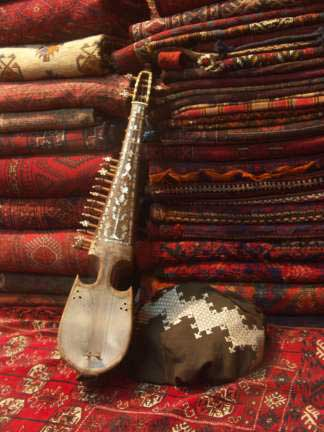
Kabuli Rabâb

Le kabuli rabâb ou rubab est aussi un instrument à corde pincées originaire d'Iran, du Pakistan et surtout d'Afghanistan historiquement, où il est considéré comme l'instrument national, étant particulièrement apprécié par les Tadjiks d'Hérat et de Kaboul et les  Pachtounes. Toutefois, en raison de la guerre, tous les musiciens et luthiers afghans se sont réfugiés au Pakistan, à Peshawar, notamment. Beaucoup d'instruments ont été détruits à ce moment-là ; n'y ont échappé que ceux qui avaient été enterrés[réf. nécessaire]. Il existe également une version proche cousine en Afghanistan et au Tadjikistan parmi les Pamiris, appelé Pamiri Rubab. Il en existe aussi en Inde, au Cachemire, où on considère qu'il est l'ancêtre du sarod, qui n'en serait grosso modo, qu'une version agrandie et améliorée pour la musique indienne. Au Tibet, un instrument apparenté se nomme dranyen.
 Lutherie :

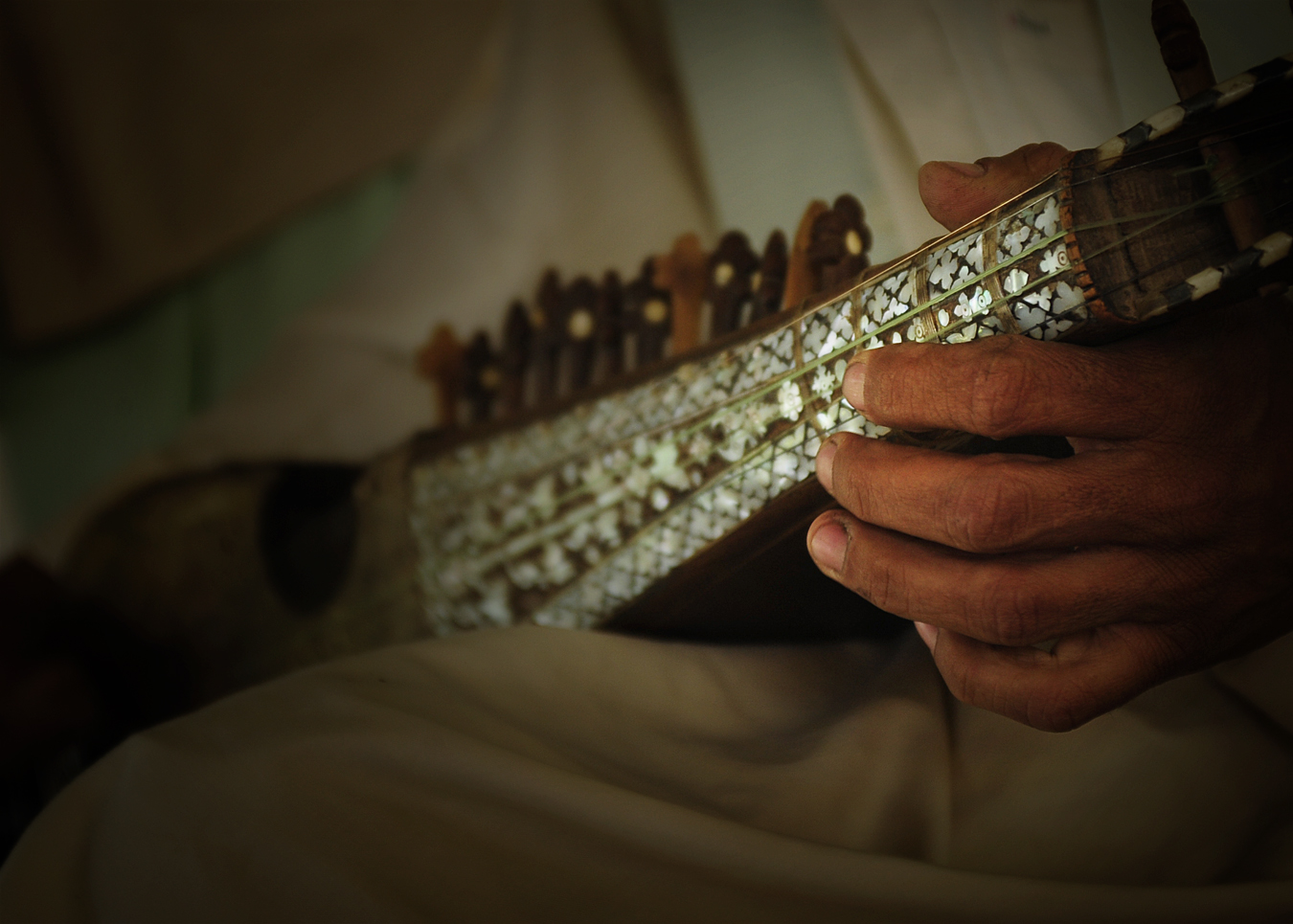
Détail du manche

C'est un luth à manche court, taillé dans du bois massif de murier, coupé, évidé et collé. Une peau de chèvre collée fait office de table d'harmonie. Le manche est creux et recouvert de nacre et d'ivoire sur la touche. Il y a trois ou quatre frettes en boyau sur celle-ci. De minuscules ouïes sont pratiquées sur la peau et sur la touche. Un chevalet (sur pied) en os taillé avec des trous et des sillets, repose sur la peau.
Il comporte trois cordes mélodiques en boyaux, trois cordes mélodiques chikari et 11 ou 12 cordes sympathiques. Il arrive que les cordes soient toutes en métal.
 Jeu :
L'instrument est tenu horizontalement sur la cuisse droite, le manche vers la gauche. Le musicien est assis par terre. Les cordes sont pincées au moyen d'un petit plectre en noix de coco ou en corne (jâva). On ne joue pas d'accord.
On y joue tout autant des musiques folkloriques que la musique classique iranienne ou afghane. Il est utilisé tant au sein d'ensembles instrumentaux que pour des solos instrumentaux.
La communauté ismaélienne de la vallée de la Hunza accompagne ses poèmes religieux avec cet instrument.
C'est l'ancêtre du sarod de l'Inde du nord, mais il n'est jamais utilisé dans la musique indienne classique de cette région.
Mohammad Rahim Khushnawaz en est un interprète illustre.

### Kashgari rawap

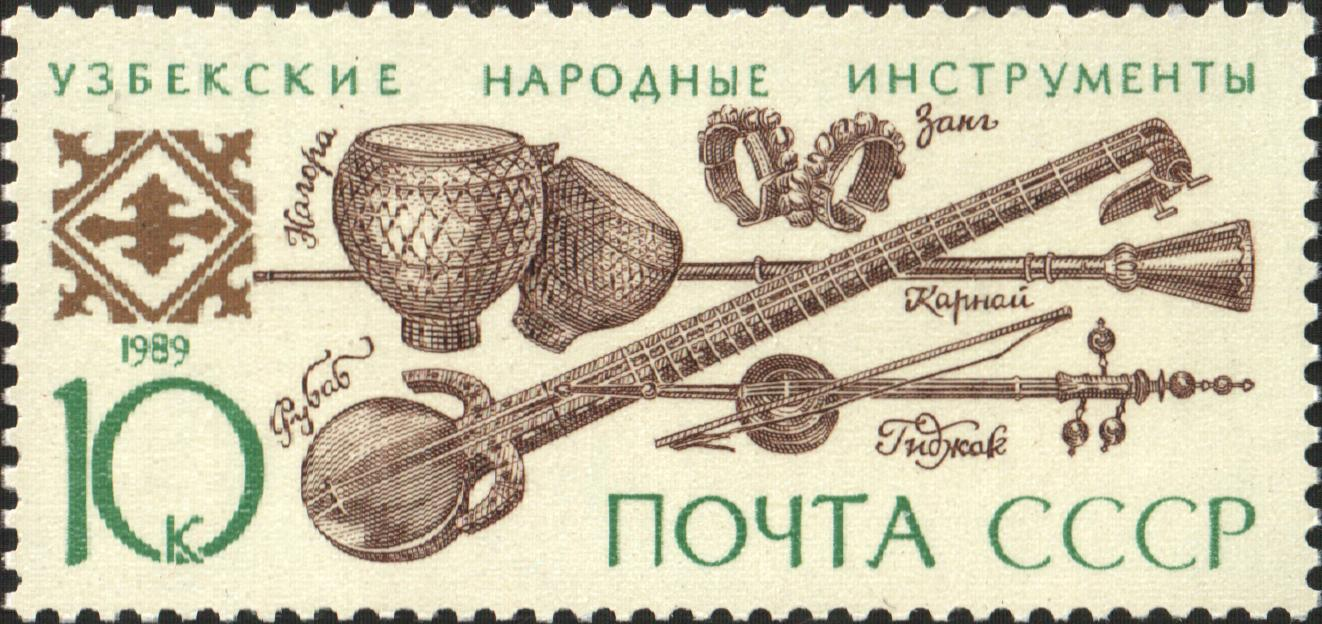
Roubab sur un timbre ouzbek

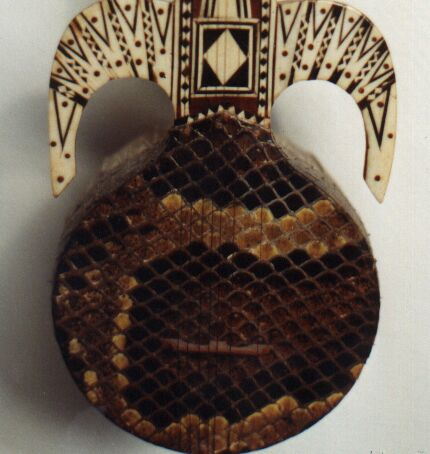
Table d'harmonie en peau de serpent (snakeskin) d'un rawap

Il en existe des variantes en Ouzbékistan, au Tadjikistan et en Chine (Turkestan), qui ont tous la particularité d'être des luths à manche long.
 Lutherie :
Le long et fin manche est taillé dans du bois de noyer ou des fruitiers. Des incrustations d'os le recouvrent. Parfois des peaux de serpent (sinon de chèvre) servent de table d'harmonie placées sur le petit corps hémisphérique (taillé en bois ou en lamellé-collé) de l'instrument. Il y a deux excroissances (en forme de cornes) à la base du manche qui semblent être un souvenir de l'emplacement d'un archet. Il y a de cinq à sept cordes métalliques, placées en chœurs de deux avec des bourdons rythmiques.
 Jeu :
On en joue debout ou assis, le corps de l'instrument posé contre le haut de la poitrine, soutenu par l'avant-bras droit, et le manche reposant sur la main gauche, légère. Le plectre mezrap est tenu entre pouce et index droits. On y joue tout autant des pièces folkloriques que la musique savante du maqôm ouzbèk ou tadjik.

### Guembri
Le guembri, aussi orthographié gembri, gambri, guember ou gumbri, est un luth à cordes pincées des Gnaouas, l'ethnie des descendants d'esclaves noirs affranchis (Haratin et Chouachin). On le retrouve au Maroc, en Algérie (musique diwane) et en Tunisie (utilisé dans le stambali).